# Breguet 280T
Dimensions
Le Breguet 280 est un avion de transport de passagers sesquiplan réalisé par Breguet.